# Linda Morabito
Linda A. Morabito (Vancouver, 21 novembre 1953) è un'astronoma canadese naturalizzata statunitense, nota soprattutto per aver scoperto l'attività vulcanica presente su Io, satellite di Giove: fu infatti lei, laureata in astronomia alla University of Southern California e giovane dipendente del Jet Propulsion Laboratory in occasione delle missioni Voyager 1 e Voyager 2, a notare, durante l'analisi delle immagini mandate dalla sonda Voyager 1, una nuvola di polveri. Era la prima volta che veniva documentata attività vulcanica extraterrestre.
In onore della sua scoperta, Edward L. G. Bowell chiamò uno degli asteroidi da lui scoperto 3106 Morabito.
Ha lavorato alla Planetary Society (1997-2004), al Lewis Center for Educational Research (2007-2009) e da professore associato in astronomia al Victor Valley College.

## Biografia
È nata a Vancouver, Columbia Britannica, in Canada, ma si è trasferita con la famiglia negli Stati Uniti d'America nel 1961. Fin da bambina ha sempre creduto che sarebbe diventata un'astronoma e ha beneficiato notevolmente di un programma di apprendimento accelerato nel distretto scolastico unificato di Pasadena, in California, saltando un intero anno di scuola elementare grazie alle conoscenze da lei dimostrate. Al 9° anno di scuola ha scritto un articolo per la scuola intitolato "Il mio lavoro nel mondo: astronoma".

## Carriera accademica

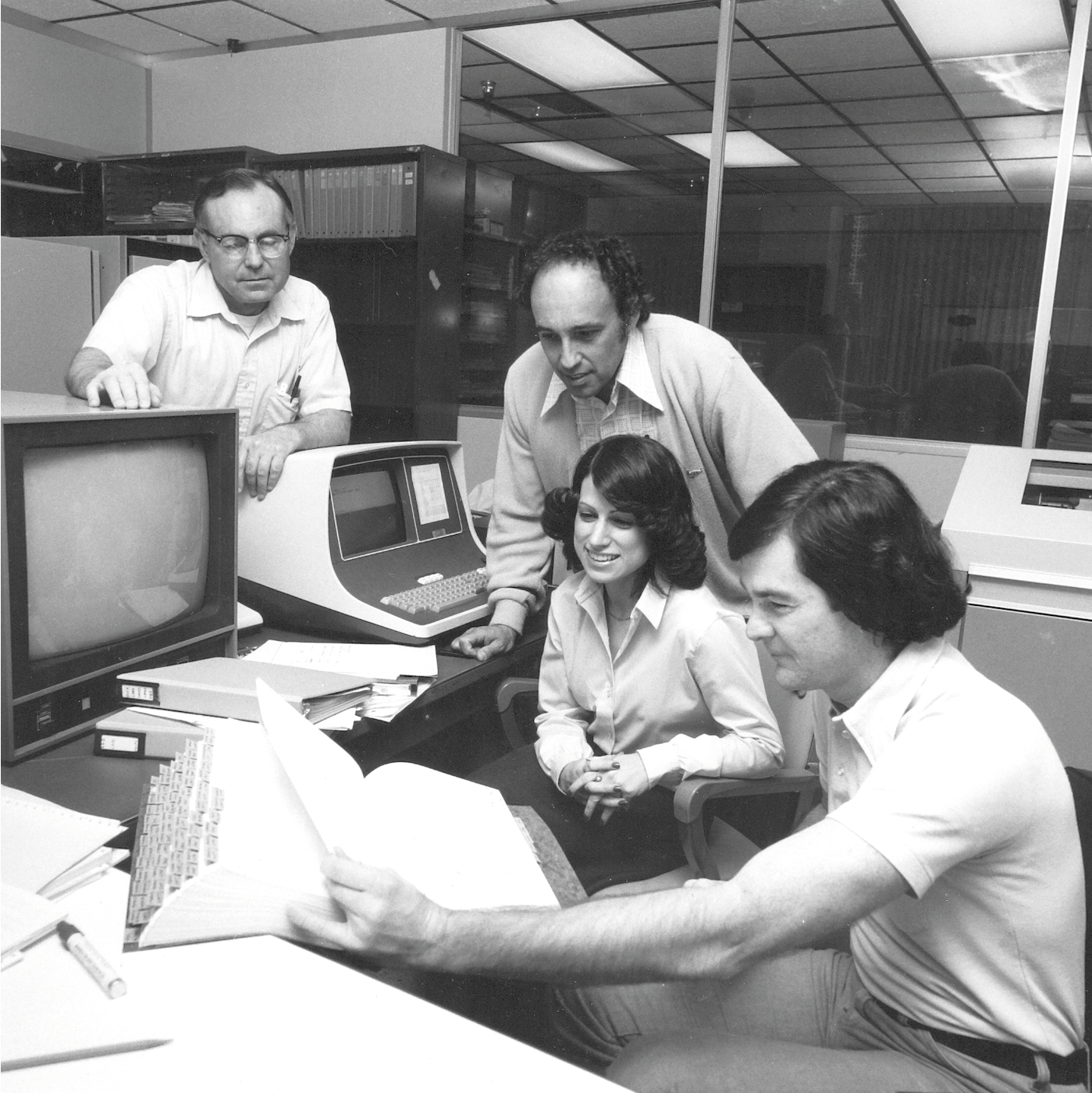
Joe Donegan, Ed Travers, Linda Morabito e Steve Synnott nella sala di elaborazione delle immagini del team di navigazione, dove è avvenuta la scoperta del vulcanismo attivo su Io

Linda Morabito si è laureata in astronomia presso la University of Southern California (USC) nel 1974 e poi anche in informatica, sempre presso la USC. Prima di conseguire la laurea in astronomia è entrata a far parte del Jet Propulsion Laboratory (JPL) della NASA per un impiego estivo temporaneo e ha poi accettato una posizione, dopo aver conseguito la laurea, nell'Outer Planet Satellite Ephemeris Development Group presso il JPL come ingegnere senior (1974-1981). 

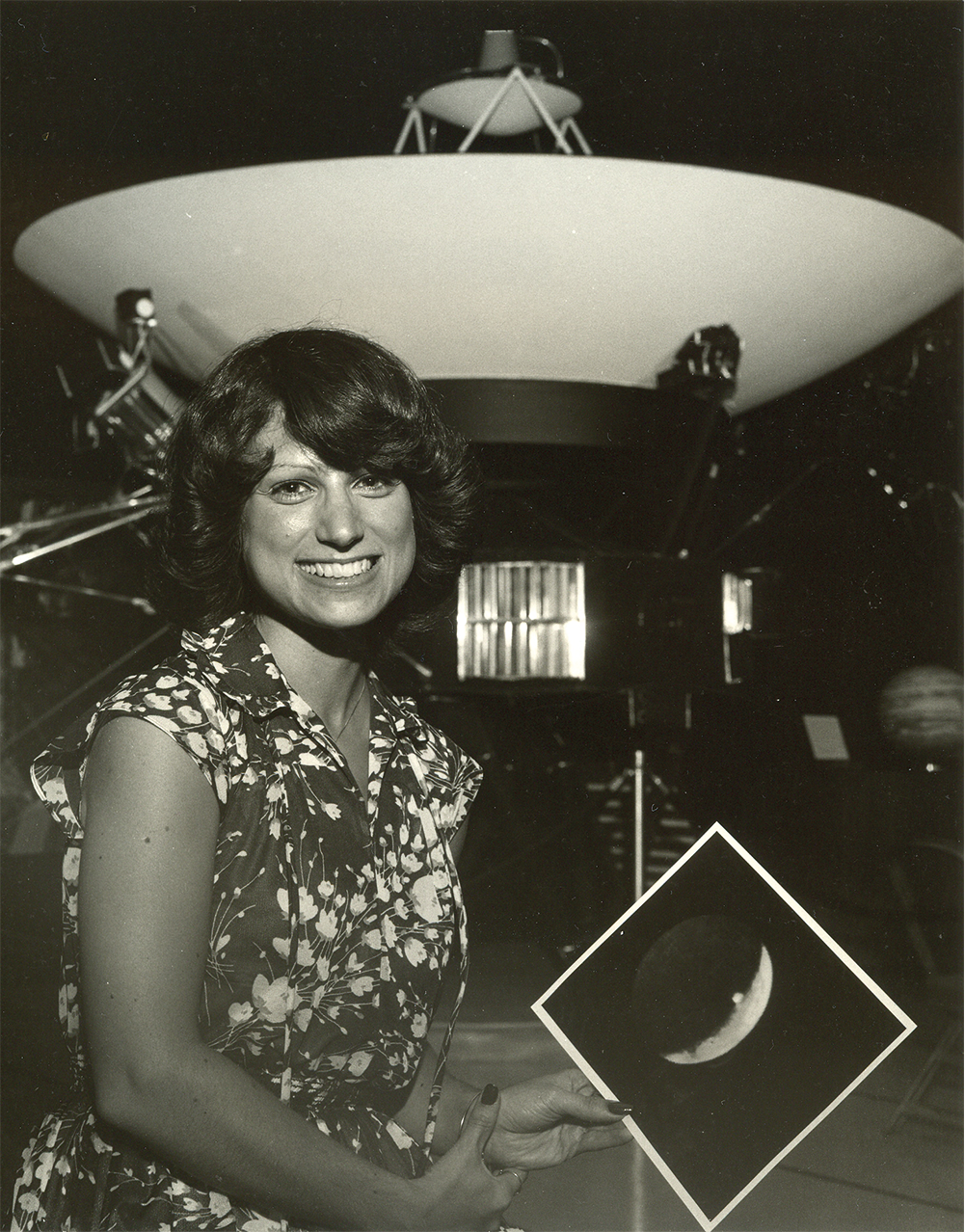
Morabito fotografata dopo la sua scoperta del vulcanismo su Io, di fronte a un modello della navicella spaziale Voyager presso il Jet Propulsion Laboratory della NASA. Ha in mano una stampa dell'immagine che le ha permesso di fare la scoperta

Nel marzo del 1979 scoprì l'anomala "mezzaluna" al largo del bordo della luna di Giove Io in una foto di Io scattata dalla Voyager 1 per la navigazione, dopo il suo incontro ravvicinato con Giove. Propose una serie di ipotesi e condusse indagini per dimostrarle o confutarle e per identificare la "mezzaluna". Morabito è stata in grado di dedurre che l'osservazione era un pennacchio eruttato dalla superficie di Io, di origine vulcanica. La sua scoperta è stata annunciata al mondo il 12 marzo 1979.
È entrata a far parte della Planetary Society come responsabile dell'istruzione e dello sviluppo dei programmi (1997-2004) e vi ha condotto attività di sensibilizzazione educativa per la missione Mars Global Surveyor su Marte, portando al coinvolgimento degli studenti nella missione Mars Exploration Rover con i rover Spirit e Opportunity. Nel 2007 è diventata professoressa associata di astronomia al Victor Valley College, dove attualmente insegna. Ha anche lavorato come investigatore ospite nella Viking Extended Mission to Mars (1977), conducendo un esperimento sulla superficie di Marte, utilizzando i dati raccolti dai due lander e orbiter Viking. Ha lavorato come Global Curriculum Developer presso il Lewis Center for Educational Research (2007-2009), dove ha partecipato ad istruire studenti di tutto il mondo sull'uso di un radiotelescopio per la ricerca astronomica in collaborazione con diverse missioni della NASA, tra cui il telescopio spaziale Spitzer, la missione Juno su Giove e la missione LCROSS sulla Luna. Ha lavorato come docente di astronomia per più di 30 anni, è apparsa in numerosi documentari scientifici ed è stata la commentatrice scientifica ospite regolare in due talk show televisivi a livello nazionale a Vancouver, British Columbia, Canada (1979-1981).

## Attività non accademica
Nel 2004 Linda Morabito si rese conto di essere stata vittima di gravi abusi infantili e di soffrire di disturbo da stress post-traumatico. È una sostenitrice della desensibilizzazione e della rielaborazione dei movimenti oculari, scoperta dalla dottoressa Francine Shapiro, come trattamento per il disturbo da stress post-traumatico. Dalle sue esperienze e dal recupero dagli abusi subiti in infanzia, Linda Morabito ha sviluppato una forte prospettiva cristiana. Il suo libro di memorie Universi paralleli, una memoria dai confini dello spazio e del tempo è un libro cristiano e un libro di memorie personali e scientifiche. Il libro documenta diverse esperienze di pre-morte per mano dei suoi genitori e di William Franklin Wolsey del "Temple of the More Abundant Life" a Vancouver, Canada tra il 1954 e il 1956, la sua ricerca per scoprire un passato nascosto dal 2003 al 2011 e gli eventi della sua importante scoperta scientifica alla NASA nel 1979.

## Vita privata
Linda Morabito ha sposato il maggiore David Meyer (U.S. Air Force, in pensione), professore associato di astronomia, nel 2008. Ha un figlio, Ryan Hyder, musicista, due figliastri, Jason e Brett Hyder, e tre nipoti, Robert Wooten, Nathan Hyder e J.D. Hyder.

## Onorificenze
Morabito è stata insignita di varie onorificenze nel corso della sua carriera:
- Premio NASA Group Achievement per le operazioni di volo Voyager, team di navigazione
- Premio NASA Group Achievement per la progettazione del sistema operativo della missione Voyager, sviluppo di sistemi di dati a terra
- Premio NASA Group Achievement per la progettazione della missione Voyager e lo sviluppo delle effemeridi
- Certificato individuale di apprezzamento da parte della NASA per aver contribuito in modo sostanziale alla missione della NASA facendo progredire le tecniche di elaborazione delle immagini e facendo la scoperta dell'attività vulcanica su Io
- Nominata da Aviation Week & Space Technology come uno degli individui che meritano un riconoscimento speciale per il progresso del settore aerospaziale
- Onorata dall'Unione Astronomica Internazionale con la designazione dell'asteroide 3106 Morabito per la sua scoperta dell'attività vulcanica su Io